# Chauth
Chauth (dal Sanscrito col significato di un quarto) era una tassa regolare o tributo imposto dall'inizio del XVII secolo dall'Impero Maratha in India.
Era una tassa annuale nominalmente riscossa al 25% dei ricavi, da cui deriva il nome.
Era riscossa nelle terre che erano nominalmente sotto il governo Moghul.  Il sardeshmukhi era una tassa addizionale del 10% che veniva riscossa insieme alla chauth. Il tributo andava pagato al re.
Shivaji fu il primo a richiedere la chauth nel 1665 e i sultanati del Deccan di Bijapur e di Golconda iniziarono a pagarla combinate ad una somma di 800 000 ₹ dopo che fu fatto raja da Aurangzeb nel 1668. Nel 1719, L'imperatore Moghul garantì a Shahu diritti di chauth e sardeshmukhi su 6 province del Deccan in cambio di un mantenimento di un contingente di 15 000 uomini a servizio dell'Imperatore. 
I ricavi dalla chauth erano divisi in 4 parti che andavano a diversi funzionari dell'Impero maratha..